# Lipa, Hodiše
Lipa (nemško Linden) je naselje v Občini Hodiše v Okraju Celovec-dežela na Koroškem v Avstriji.